# 미국 전시정보국
미국 전시정보국(United States Office of War Information, OWI)는 제2차 세계 대전 중에 만들어진 미국의 연방 정부 기관이다. 1942년 6월부터 1945년 9월까지 운영하였으며 해외 주재 사무소를 통해 전시 정보 및 선전 활동, 영화 등의 검열을 실시했다.